# ハメリア・パテンス
ハメリア・パテンス（学名：Hamelia patens）はアカネ科ハメリア属の常緑低木。

## 特徴
高さ4 mほど。葉は長さ5–15 cmの楕円形で、基部はくさび形で先端は尖り、3～4輪生する。幼葉や葉柄はやや赤みを帯びる。花は枝先にまとまってつき、赤橙色で長さ2–4 cmの筒状で、原産地ではハチドリなどが受粉を行う。花冠の先端は浅く5裂する。果実は長さ1 cmほどの卵形の液果で、赤から黒く熟する。

## 分布
熱帯アメリカ、フロリダ、西インド諸島、南米原産。POWOではフロリダ～西インド諸島、メキシコ～アルゼンチン北部までの中南米各地を原産としている。

## 利用
庭園樹。挿し木で繁殖する。

## ギャラリー
- 花（東山動植物園）
- 葉（東山動植物園）
- 植栽（沖縄県石垣市）
- 花（沖縄県石垣市）